# Francisco Augusto da Costa Martins
Francisco Augusto da Costa Martins (Sé (Angra do Heroísmo), 4 de outubro de 1858 — Matriz, Horta, 18 de abril de 1938) foi um oficial do Exército Português, que passou à reserva no posto de coronel, que se distinguiu como coleccionador, principalmente como numismata, e como político, tendo exercido as funções de presidente da Câmara Municipal da Horta.

## Biografia
Foi presidente da Câmara Municipal da Horta com início de mandato em 1926 e tido como uma pessoa de elevado conhecimento cultural, facto que o tornaram notável. Manteve uma paixão pelo coleccionismo que o levou a ser o grande pioneiro da numismática nos Açores, e a fazer disso uma ciência. Foi filatelista reconhecido. As suas colecções estenderam-se por várias vertentes e assuntos em que se salientam móveis de origem açoriana, medalhas e verónicas, postais, esculturas religiosas de marfim e madeira, objectos de marfim, (dentes e osso de cachalote), relógios, livros, gravuras, registos de santos entre outras curiosidades, como um razoável espólio de cartografia insular.
Fez os seus estudos secundários no então Liceu de Angra do Heroísmo e ingressou de seguida na Escola Politécnica e na Escola do Exército, em Lisboa, cujo Conselho de Instrução lhe concedeu diploma em 2 de janeiro de 1884.
No dia 9 do mesmo mês e ano (Janeiro de 1884), foi promovido a alferes. Passou primeiro por exercer as suas funções no Batalhão nº 2 de Caçadores da Rainha, depois no Regimento de Caçadores n.º 7 e seguidamente no Regimento de Caçadores nº 11. Passou a tenente por força de Decreto datado de 19 de setembro de 1889.
Passou ao posto de capitão em 23 de dezembro de 1897, altura em que ocorre a sua transferência para o Regimento de Infantaria n.º 21. Mais tarde é novamente transferido, desta feita para o Regimento de Caçadores n.º 11, depois passa ao Regimento de Infantaria n,º 26, onde a 12 de janeiro de 1908 foi promovido a capitão de 1.ª classe e depois, em 29 de julho de 1909 a major e é colocado no Regimento de Infantaria n.º 21. Deste passa ao Regimento de Infantaria n.º 14 e ao n.º 25.
Depois desta longa carreira militar tomou parte nas Escolas de Repetição de 1912 a 1913. Foi em 12 de outubro de 1912 que foi promovido ao posto de tenente-coronel para o Estado Maior de Infantaria.
Foi comandante do 4º Grupo de Metralhadores de Infantaria de Elvas e Estremoz. Em 30 de junho de 1914 foi colocado em Angra do Heroísmo, no Regimento de Infantaria n.º 25, como comandante, sendo de seguida promovido a coronel para o Estado Maior de Infantaria. Em 25 de junho de 1915 foi nomeado comandante do Regimento de Infantaria n.º 4 e Governador Militar de Faro. Passou à reserva em 14 de abril de 1917 e à reforma em 20 de outubro de 1928.
Foi distinguido com as medalhas de prata e de ouro da classe de Comportamento Exemplar e os graus de cavaleiro e grande oficial da Ordem Militar de São Bento de Avis.
Foi nomeado em 1 de dezembro de 1914, pela Ordem do Comandante Militar dos Açores nº 328 e com a patente de tenente-coronel governador da Fortaleza de São João Baptista da Ilha Terceira, sedeada no Monte Brasil e onde actualmente se encontra alojado o Regimento de Guarnição nº 1.

## Relações familiares
Filho de António Jacinto Martins e de Francisca Rosa da Costa. Casou com D. Maria da Conceição Lopes Martins de quem teve uma filha.